# چپمن (آلاباما)
چپمن (به انگلیسی: Chapman) یک منطقهٔ مسکونی در ایالات متحده آمریکا است که در شهرستان باتلر، آلاباما واقع شده‌است. چپمن ۷۸٫۹۴ متر بالاتر از سطح دریا واقع شده‌است.